# Torres del Centro Simón Bolívar
Las Torres del Centro Simón Bolívar CSB también conocidas como las Torres de El Silencio son dos torres «gemelas» de 32 pisos que miden 103 metros de altura construidas durante el gobierno de Marcos Pérez Jiménez en los años 1950. Fueron abiertas al público el 6 de diciembre de 1954  y se ubican en el centro de Caracas llamado El Silencio.

## Descripción

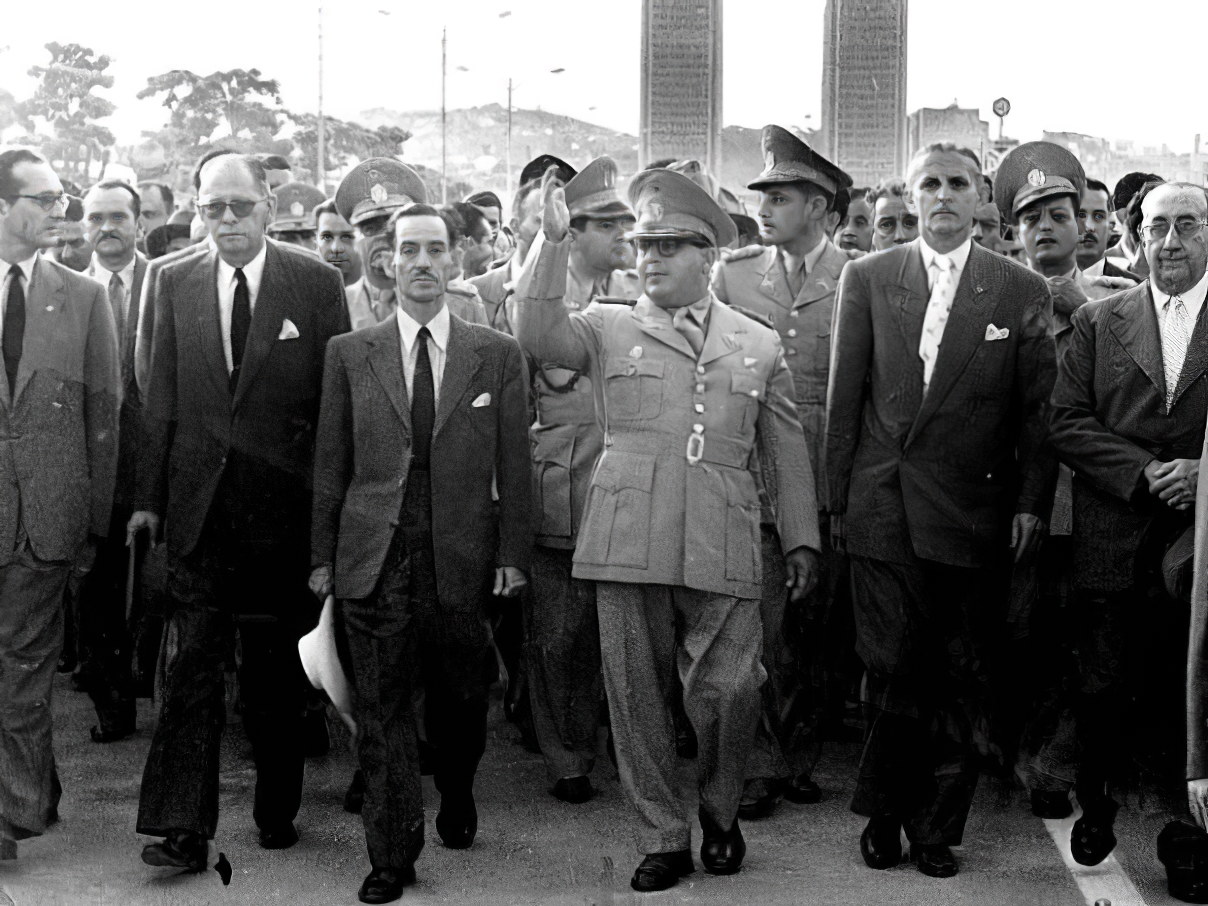
Inauguración del Centro Simón Bolívar, Venezuela 1954

Las torres de El Silencio representan la estructura irrepetible de Caracas como emblema de la ciudad moderna. Se pone de manifiesto “el collage perfecto de dos perspectivas urbanas; la abierta, presidida por las Torres hacia el espacio infinito que enmarca el parque Los Caobos (y el cañón del valle al fondo) y la perspectiva cerrada, enclaustrada hacia los bloques blancos y horizontales de El Silencio; la síntesis de un heroico esquema académico que a partir de la simetría orientaba el crecimiento de la ciudad hacia el este; el encuentro de las tres principales avenidas de la ciudad (Sucre, San Martín y Bolívar) y finalmente, el descomunal impacto del primer edificio corporativo de los tiempos modernos, dimensiona la fuerza de un fragmento arquitectónico perfectamente acabado como ningún otro en su objetivo de hacer de la ciudad una utopía construida”.
Las torres están definidas como una arquitectura funcionalista que incluye la idea de integración de las artes. Fueron el símbolo de la identidad nacional, de un país que salía de su condición agrícola a país petrolero, al iniciarse su industrialización. Las Torres se imponen como un simple símbolo estético de la modernidad y de la condición de proyecto a largo plazo que afrontaba el país.
Cada edificio queda suspendido en el aire sobre el terreno, sobre pilotes. Los caraqueños transitan debajo de ellos a lo largo de las plantas libres sin entorpecer su funcionamiento; la cubierta ya no es inclinada sino plana, para aprovechar el uso de sus terrazas; los pilotes permiten las plantas libres, el espacio simétrico es riguroso. Las torres están conformadas por dos paralelepípedos que se levantan airosos sobre el volumen rectangular, conformado por un sistema de plazas, pasillos, pórticos, portadas, áreas comerciales y estacionamientos subterráneos; este conjunto es atravesado por la avenida Bolívar.

### Videos
- Youtube: Torres del Centro Simón Bolívar ( años 40 y 50)
- Youtube: Torres de El Silencio

| Predecesor: Torre Polar I | Edificio más alto de Venezuela 1954 - 1968 | Sucesor: Torre Phelps |

- Datos: Q5062870
- Multimedia: Centro Simón Bolívar / Q5062870